# Sinn Féin

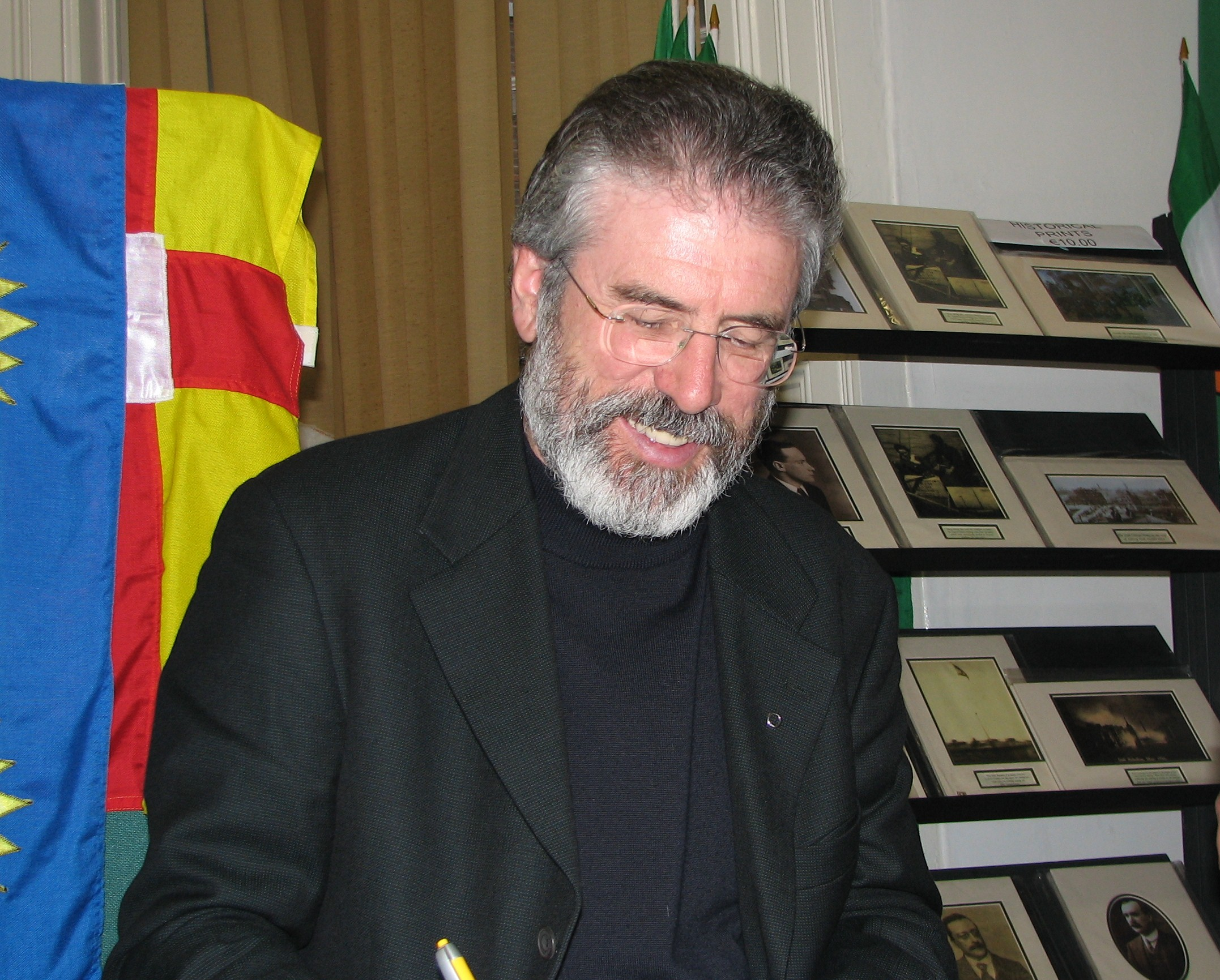
Gerry Adams, przewodniczący Sinn Féin w latach 1983-2018

Sinn Féin (wym. [ʃɪnʲ ˈfʲeːnʲ], irl. „My sami”) – irlandzka organizacja niepodległościowa, a następnie partia polityczna o lewicowo-nacjonalistycznym charakterze. Działa zarówno w Irlandii, jak i Irlandii Północnej.

## Historia

### XX wiek
Powstała w 1905 roku. Jej założycielem był Arthur Griffith. W pierwszych latach była ruchem niepodległościowym, który stosował bierny opór przeciwko rządom brytyjskim. W 1916 roku poparła powstanie wielkanocne. Propagowała od tego czasu idee walki zbrojnej i szkoliła oddziały zbrojne. W 1917 roku władzę w partii objął Éamon de Valera. W 1918 roku uzyskała większość mandatów do Izby Gmin w okręgach irlandzkich. W 1919 roku jej członkowie proklamowali utworzenie Republiki Irlandzkiej. Dysponując własną organizacją zbrojną – Irlandzką Armią Republikańską (IRA), kierowała walką o niepodległość. 
Po zawarciu traktatu pokojowego w 1921 roku partia rozpadła się na dwie frakcje: radykalną i protraktatową. W latach 1922–1923 oba ugrupowania toczyły ze sobą wojnę domową.
Po odłączeniu się od niej Fianna Fáil (1926) i Fine Gael (1933) przetrwała jako niewielka partia polityczna. 
Odżyła pod koniec lat 60. wraz z konfliktem w Irlandii Północnej. W 1970 roku partia podzieliła się na Sinn Féin-Oficjalną (skrzydło militarne Oficjalna Irlandzka Armia Republikańska) i Sinn Féin-Prowizoryczną (Prowizoryczna Irlandzka Armia Republikańska). 
Sinn Féin-Oficjalna działała głównie w Republice Irlandii. Partia opowiadała się za zjednoczeniem Irlandii i Irlandii Północnej poprzez reformy wewnętrzne i metody polityczne. Sinn Féin-Prowizoryczna działała natomiast głównie w Irlandii Północnej. Opowiadała się również za zjednoczeniem Irlandii i Irlandii Północnej, nie wykluczając jednak walki zbrojnej. Obie grupy wyznawały poglądy socjalistyczne. Sinn Féin-Oficjalna w 1982 roku przekształciła się w Partię Robotniczą, a w 1992 roku w Demokratyczną Lewicę. Sinn Féin-Prowizoryczna powróciła do nazwy Sinn Féin. 
W 1983 roku liderem Sinn Féin-Prowizorycznej został Gerry Adams. W 1994 roku w imieniu Prowizorycznej IRA podjęła się negocjacji pokojowych. W 1998 roku była jednym z sygnatariuszy porozumień wielkopiątkowych.

### XXI wiek
W wyborach parlamentarnych w Irlandii w 2020 roku, partia zyskała szerokie poparcie (w szczególności wśród wyborców poniżej 35 r.ż.) opowiadając się za zwiększonymi wydatkami, zamrożeniem czynszu i ogromnym programem budownictwa mieszkaniowego, mającym na celu sprostanie napiętym usługom i gwałtownie rosnącym kosztom mieszkań. Partia popierała także zjednoczenie Irlandii Północnej z Republiką, co po Brexicie mogło się przyczynić do jej sukcesu.
W wyborach do Zgromadzenia Irlandii Północnej w 2022 Sinn Féin zdobyła 29% głosów pierwszego wyboru – najwięcej spośród wszystkich partii. Uzyskując 27 na 90 mandatów, po raz pierwszy w historii została największą partią w Stormoncie. „Dzisiejszy dzień zapowiada nową erę” – powiedziała Michelle O'Neill, wiceprzewodnicząca partii, tuż przed ogłoszeniem ostatecznych wyników. „Niezależnie od przynależności religijnej, politycznej czy społecznej, moim zobowiązaniem jest sprawić, by polityka działała”.
Po wyborach samorządowych w Irlandii Północnej w 2023 Sinn Féin po raz pierwszy została również największą partią w samorządach lokalnych. Z kolei w wyborach lokalnych w Republice Irlandii w 2024 partia zwiększyła swój udział w głosach, jednak wynik ten był znacząco niższy od sondaży, co uwidoczniło rozłam pomiędzy kierownictwem partii a jej zapleczem społecznym w kwestii imigracji – rozczarowani wyborcy Sinn Féin oddali głosy na małe partie prawicowe. Mimo to, po wyborach parlamentarnych w Wielkiej Brytanii w 2024 Sinn Féin została największą partią reprezentującą Irlandię Północną w Izbie Gmin.

## Ideologia
Sinn Féin głosi poglądy republikańskie, demokratyczno-socjalistyczna i lewicowo-nacjonalistyczne. W Parlamencie Europejskim partia należy do grupy parlamentarnej Grupa Lewicy w Parlamencie Europejskim – GUE/NGL. W literaturze politologicznej bywa określana jako „populistyczno-socjalistyczna”. W 2014 jeden z głównych strategów i ideologów partii, Eoin Ó Broin, opisał cały projekt polityczny Sinn Féin jako otwarcie populistyczny. Partia bywa klasyfikowana jako lewicowo-nacjonalistyczna i lewicowo-populistyczna. W analizach akademickich podkreśla się, że choć Sinn Féin stosuje typową dla populizmu retorykę „my kontra oni”, to wykorzystuje ją w formie narracji „lud kontra elity”, nie uciekając się przy tym do retoryki antyimigracyjnej.